# 福克F.XVIII
福克F.XVIII（荷蘭語：Fokker F.XVIII）是一款由荷蘭福克飛行器公司研發的飛機，是福克F.XII的加大版，用作長途飛行。

## 歷史
首架福克F.XVIII在1932年首飛，之後被荷蘭皇家航空派去負責阿姆斯特丹－巴達維亞航線。福克F.XVIII最大載客量為12人，如果改為臥铺床位，載客量只有4至6人。1936年，阿姆斯特丹－巴達維亞航線改由道格拉斯DC-2負責，兩架F.XVIII賣給捷克航空。最後一架F.XVIII在1946年除役。

## 性能
基本诸元
- 乘员： 2-4人
- 载客量： 12人
- 长度： 18.5公尺（60英呎8英吋）
- 翼展： 24.5公尺（80英呎4英吋）
- 翼面积： 84平方公尺（904平方英呎）
- 空重： 4,620公斤（10,190磅）
- 总重： 7,850公斤（17,300磅）
- 发动机： 1 × 普惠黄蜂系列发动机C，313千瓦（420匹馬力）

性能
- 最大速度： 240公里/時（150英里/時）
- 航程： 1,820公里（1,130英里）